# Vukašin Poleksić
Vukašin Radomir Poleksić (* 30. August 1982 in Nikšić, SFR Jugoslawien, heute Montenegro) ist ein ehemaliger montenegrinischer Fußballspieler. Er spielte auf der Position des Torwarts.

## Karriere

### Verein
Poleksić begann mit dem Fußballspielen beim FK Sutjeska Nikšić, wo er nach seiner Ausbildung zum Torwart 2000 seinen ersten Profivertrag bekam. Nach zwei Jahren und 56 Ligaspielen wurde er für ein Jahr nach Italien zum US Lecce verliehen. Nachdem er während seiner Leihdauer zu keinem Einsatz in der Liga gekommen war, wechselte er 2003 fest zu den Italienern und bestritt dort bis 2005 acht Spiele. 2005 kam er zurück zum FK Sutjeska Nikšić
Seine erste Station war der FK Sutjeska Nikšić, ein Verein aus Montenegro. 2002 wechselte er zunächst auf Leihbasis nach Italien zum US Lecce; 2003 wurde er fest unter Vertrag genommen. Während seiner Zeit in Italien machte er acht Spiele für Lecce. Im Februar 2006 wechselte er zum FC Tatabánya, wo er bis 2008 spielte. 2008 ging er nach Ungarn zum Debreceni Vasutas SC.
2010 wurde er von der UEFA für zwei Jahre wegen Kontakten zu einer kriminellen Vereinigung und Verdacht der Manipulation von zwei Champions-League-Spielen der Saison 2009/10 gesperrt. Zudem wurde ihm eine Geldstrafe von 10.000 Euro auferlegt. Vorgeworfen wurden ihm zwei Telefonate mit einer als „Wettmafia“ bekannten kriminellen Gruppe vor den Spielen gegen den FC Liverpool.
Bis 2014 blieb er trotzdem bei Debreceni Vasutas SC unter Vertrag. 2014 wurde er für 10 Spiele an Kecskeméti TE verliehen. Im Sommer 2014 wechselte er zu Pécsi Mecsek FC, wo er einen Einjahresvertrag erhielt und in diesem Jahr 18 Spiele bestritt.
Im Sommer 2015 ging er zurück zu FK Sutjeska Nikšić, verblieb dort jedoch nur bis Februar 2016, bevor er für ein Jahr zu Békéscsaba Előre wechselte. Nach nur fünf Monaten und 13 Spielen ging er auf Leihbasis zu Vasas Budapest. Nachdem der Leihvertrag ausgelaufen war, kehrte er zu Békéscsaba Előre zurück, sein auslaufender Vertrag wurde jedoch nicht mehr verlängert.

### Nationalmannschaft
Am 8. Mai 2002 bestritt er sein einziges Länderspiel für die damalige Jugoslawische Nationalmannschaft. Gegner war Ecuador. Von 2007 bis 2017 gehört er der montenegrinischen Nationalmannschaft an. Sein Debüt gab er beim ersten Spiel der Nationalmannschaft gegen Ungarn. Insgesamt bestritt er 37 Spiele für Montenegro.